# Mont Defiance
Le mont Defiance (anglais : Mount Defiance), anciennement connu comme le Sugar Loaf (« pain de sucre »), est une colline s'élevant à 260 mètres d'altitude sur la rive new yorkaise du lac Champlain, dans le Nord des États-Unis. Elle est située près de la ville de Ticonderoga dans le comté d'Essex.
La colline est notable par sa position dominant deux forts militaires, le fort Ticonderoga et le fort Independence. Peu accessible, elle n'a jamais été fortifiée. Toutefois, en 1777, au cours du siège de Fort Ticonderoga, l'armée britannique, qui avait positionné son artillerie sur le mont Defiance, oblige les Américains à se retirer des deux forts sans livrer bataille.

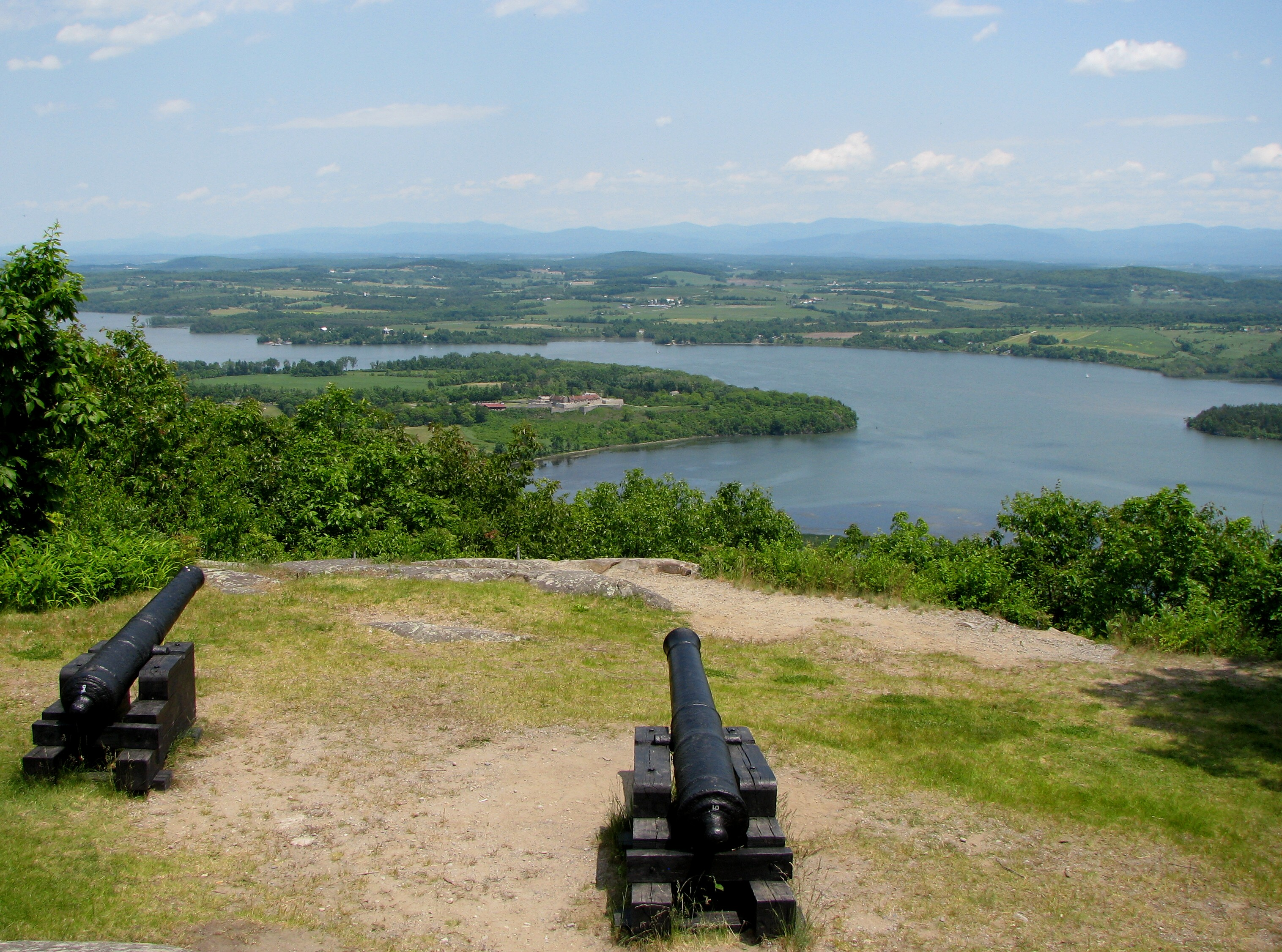
Vue depuis le mont Defiance sur le fort Ticonderoga.